# Gig (carruagem)
|                        |            |
| País                   | França     |
| Data de criação        | séc. XVIII |
| Carruagens semelhantes | não tem    |

O gig é uma carruagem de duas rodas, sem cobertura puxada por um cavalo. Foi inventada em França no séc XVIII e deu origem a outras carruagens, tais como o Curricle, o Cabriolé, o Dennet, a Stanhope, e o Tilbury. 